# ميغيل ميدينا
ميغيل ميدينا (بالإسبانية: Miguel Medina)‏ (1 يونيو 1993 في باراغواي - ) هو مدرب كرة قدم ولاعب كرة قدم باراغواياني في مركز الهجوم. شارك مع منتخب الباراغواي تحت 20 سنة لكرة القدم. أما مع النوادي، فقد لعب مع نادي أودينيزي ونادي بيروجيا وClub Sport Colombia ‏ وIndependiente F.B.C. ‏ وروبيو نيو ‏.

## وصلات خارجية
- ميغيل ميدينا على موقع قاعدة بيانات كرة القدم.إي يو (الإنجليزية)
- ميغيل ميدينا على موقع Soccerway.com (الإنجليزية)